# 高雄市勞工博物館
高雄市勞工博物館是位於台灣高雄市的一座博物館，於2003年由高雄市政府勞工自治委員會提案成立籌備處，於2010年5月1日由高雄市政府勞工局在駁二藝術特區C4倉庫（鹽埕區大勇路3號）成立，後搬遷至前金區中正四路261號現址，於2015年7月25日重新開幕。為全國唯一的勞工博物館。勞博館主要投入典藏研究和維護與國內外勞動議題相關的史料與文化資產，透過互動式展覽、推廣教育、出版與戲劇等多元藝文活動，讓民眾了解台灣勞工的生命故事與文化價值。2021年推出Podcast《工代誌》錄製計畫，邀約勞工暢言工作的甘苦談與職場小祕密，還有下班之後翻轉形象的休閒樂趣以及特殊技能。

## 交通

### 捷運
- 高雄捷運橘線捷運市議會站（步行約5分鐘）

### 公車
| 編號              | 經營業者   | 區間                                     | 備註 |
| ----------------- | ---------- | ---------------------------------------- | ---- |
| 0北               | 漢程客運   | 金獅湖站－金獅湖站                       |      |
| 0南               | 漢程客運   | 金獅湖站－金獅湖站                       |      |
| 25                | 統聯客運   | 瑞豐站－歷史博物館                       |      |
| 覺民幹線（60）    | 高雄客運   | 駁二藝術特區－夢裡活動中心               |      |
| 76                | 漢程客運   | 金獅湖站－歷史博物館（高雄國際會議中心） |      |
| 昌福幹線（77）    | 漢程客運   | 金獅湖站－歷史博物館                     |      |
| 環狀幹線（168東） | 漢程客運   | 金獅湖站－金獅湖站                       |      |
| 環狀幹線（168西） | 漢程客運   | 金獅湖站－金獅湖站                       |      |
| 214A              | 港都客運   | 小港站－歷史博物館                       |      |
| 214B              | 港都客運   | 前鎮站－歷史博物館                       |      |
| 248               | 南台灣客運 | 建軍站（捷運衛武營站）－鼓山輪渡站       |      |
| 248 區間          | 南台灣客運 | 高雄火車站－鼓山輪渡站                   |      |
| 8001              | 南台灣客運 | 大公路－林園站                           |      |

### 公共自行車
- 高雄市公共自行車租賃系統：
  - 高雄市政府警察局：中正四路260號南側

## 外部連結
- 高雄市勞工博物館 （页面存档备份，存于）
- 高雄市勞工博物館的Facebook專頁